# Bryconaethiops boulengeri
Bryconaethiops boulengeri är en fiskart som beskrevs av Pellegrin, 1900. Bryconaethiops boulengeri ingår i släktet Bryconaethiops och familjen Alestidae. IUCN kategoriserar arten globalt som livskraftig. Inga underarter finns listade.